# Michael Lombardi
Michael Lombardi (nascido em 2 de setembro de 1976) é um ator, produtor e músico americano. Ele é mais conhecido por sua interpretação do bombeiro probatório (Probie) Mike Silletti no aclamado seriado de televisão Rescue Me, da FX.
Michael Lombardi foi um ex-aluno notável do William Esper Studio, Ele fez sua estreia na televisão em um episódio do programa Saturday Night Live em 2000.
O Lombardi apareceu em longas-metragens como Last Knights, lançado pela Lionsgate, e atuou em séries de TV como Blue Bloods (Paramount Global), CSI: Miami (Paramount Global), Castle (The Walt Disney Company) e The Deuce (Warner Bros. Discovery).
O Michael Lombardi produziu e desempenhou o papel de Matt no filme independente Sno Babies da Better Noise Films.
O Michael Lombardi também é o produtor e interpretou o personagem principal John Bishop no longa-metragem A Retaliação, que teve sua estreia europeia no FrightFest Film Festival no Reino Unido e na abertura do Screamfest Horror Film Festival em Hollywood, Califórnia.
O ator Michael Lombardi ganhou o prêmio de melhor ator no Festival de Cinema de Orlando. Lombardi é o vocalista da banda Apache Stone.
Em 2022, foi anunciado que o Michael Lombardi estrelaria o filme de comédia Plan B, ao lado dos atores Jamie Lee, Jon Heder, Tom Berenger e Shannon Elizabeth.